# بلینیا

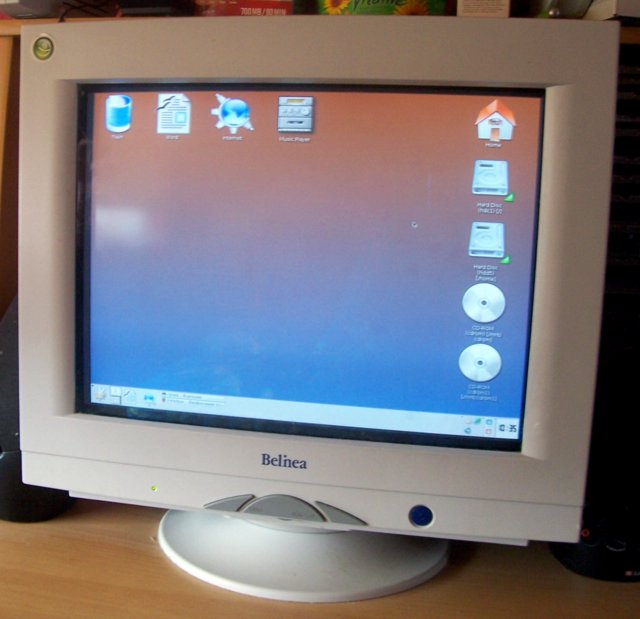
مانیتور بلینیا 10 60 55 (19" CRT, 1280x1024)

بلینیا (Belinea) یک شرکت آلمانی سازندهٔ رایانه (کیفی و رومیزی) و نمایشگر است. آن در سال ۲۰۰۸ پایه‌گذاری شده و شبکه مرکزی در ویتموند است.